# Messeturm
El Messeturm (escritura en nombre propio: MesseTurm) es un rascacielos situado en la ciudad de Fráncfort del Meno (Alemania). Es el segundo rascacielos más alto de Alemania y de la Unión Europea, con 257 metros de altura, solo por detrás de la Commerzbank Tower, de 259 metros, también en Fráncfort. La zona de rascacielos en la que se ubica el edificio se conoce como Mainhattan.
Fue la torre más alta de Europa durante cinco años, y la primera en superar la barrera de los 250 metros en este continente. Fue construida entre 1988 y 1990 por la constructora Hochtief. La construcción por esta misma constructora de la Torre Commerzbank relegó a la MesseTurm a la segunda posición entre los rascacielos de la ciudad, de Alemania y de Europa. Bajó a la tercera posición en 2005, con la construcción del Palacio del Triunfo en Moscú, de 264 metros.
MesseTurm se traduce como "Torre de la Feria", nombre que recibe por formar parte del complejo de la Messe, la feria comercial de Fráncfort del Meno junto con el Messe Torhaus. Su diseño pretende asemejarse a un cohete o a un montón de monedas apiladas, y mantiene semejanzas con el rascacielos del Bank of America Plaza, de Atlanta (Estados Unidos). El arquitecto es Helmut Jahn del estudio Murphy/Jahn, creador de la Torre Munich en el horizonte, en la ciudad de Múnich, de 84 metros, o de la Post Tower, de 163 metros en la ciudad de Bonn. Este último fue su mayor proyecto.

## Enlaces externos

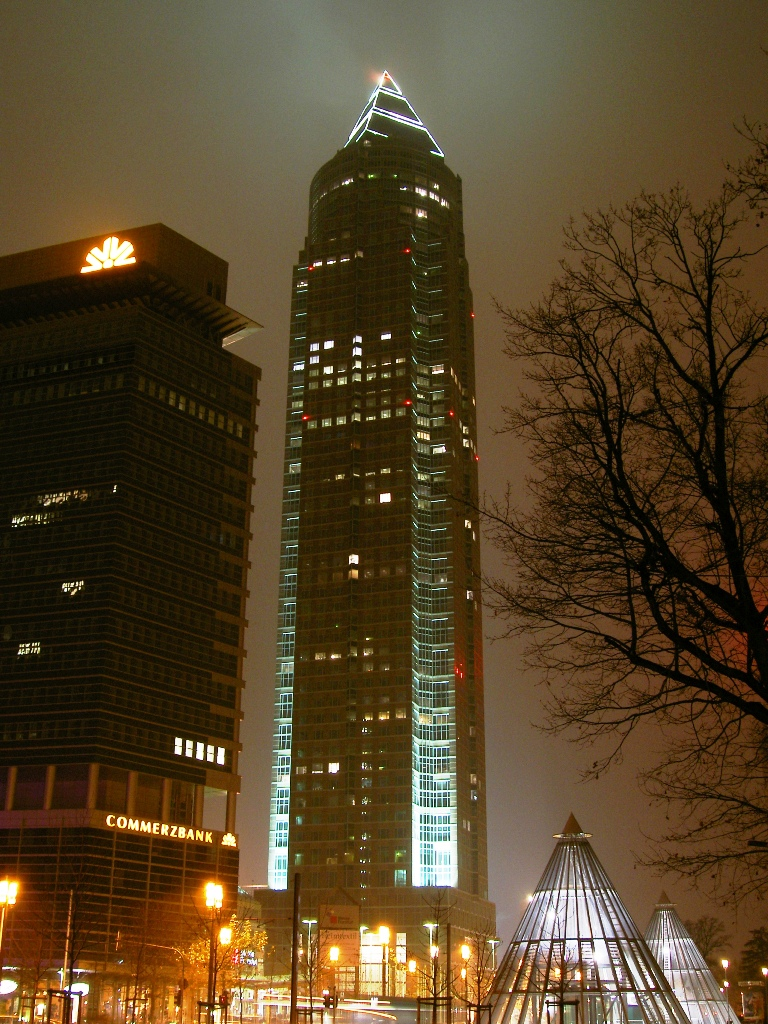
Messeturm de noche.